# Блюм, Ярослав Борисович
Ярослав Борисович Блюм (род. 8 апреля 1956, Топоры) — советский и украинский биолог, действительный член НАН Украины, доктор биологических наук, директор Института пищевой биотехнологии и геномики НАН Украины (Киев). Главный редактор журнала «Цитология и генетика».

## Биография
Ярослав Борисович Блюм поступил на биологический факультет Киевского государственного университета им. Т. Г. Шевченко в 1973 году, который окончил с отличием в 1978 году по специальности «биохимия». В этом же году был принят в аспирантуру на кафедру биохимии. В марте 1982 защитил диссертацию на соискание ученой степени кандидата биологических наук.

## Деятельность
В Институте пищевой биотехнологии и геномики Блюм Я. Б. занимается разработкой критериев оценки рисков при использовании трансгенных растений, исследованием структурно-функциональной организации скелетных структур клетки (цитоскелет и нуклеоскелет), структурно-биологическим моделированием белков цитоскелета и поиск новых веществ для регуляции их функций, изучение внутриклеточных механизмов трансдукции сигналов у растений, развитием и применением методов генетической инженерии для создания новых растений.